# Brandalsund (sund)

Brandalsund är ett sund i närheten av Ytterjärna i Södertälje kommun och Grödinge, Botkyrka kommun i Stockholms län. Kommungränsen går mitt genom sundet. Sundet är det smalaste stället längs Södertäljeleden.
I området kring Brandalsund ingår bland annat den medeltida försvarsanläggningen Trindborgen och säteriet Brandalsund. Brandalsund finns i Riksantikvarieämbetets lista över riksintressen för kulturmiljövården (AB 7).
Under förhistorisk tid var den långsträckta fjärden en viktig farled mellan Östersjön och Mälaren. Själva sundet är cirka 100 meter brett och utgör det smalaste stället mellan Järnafjärden och Hallsfjärden i inloppet mot Södertälje. På västra sidan om sundet fanns en sjökrog som antyder att platsen var ett färjeläge med färja över sundet. Den trafikerade fram till 1700-talet. På vintern gick vägen över isen. 
Än idag syns tydligt färdvägens vägbankar ner till vattnet från "Näset" på västra sidan respektive "Getryggen" på östra sidan. För försvaret av sundet anlades på 1600-talet Trindborgen, vars rester finns kvar idag. I närheten finns även flera fornborgar vilket tyder på att platsen hade strategisk betydelse redan under vikingatiden.

## Bilder

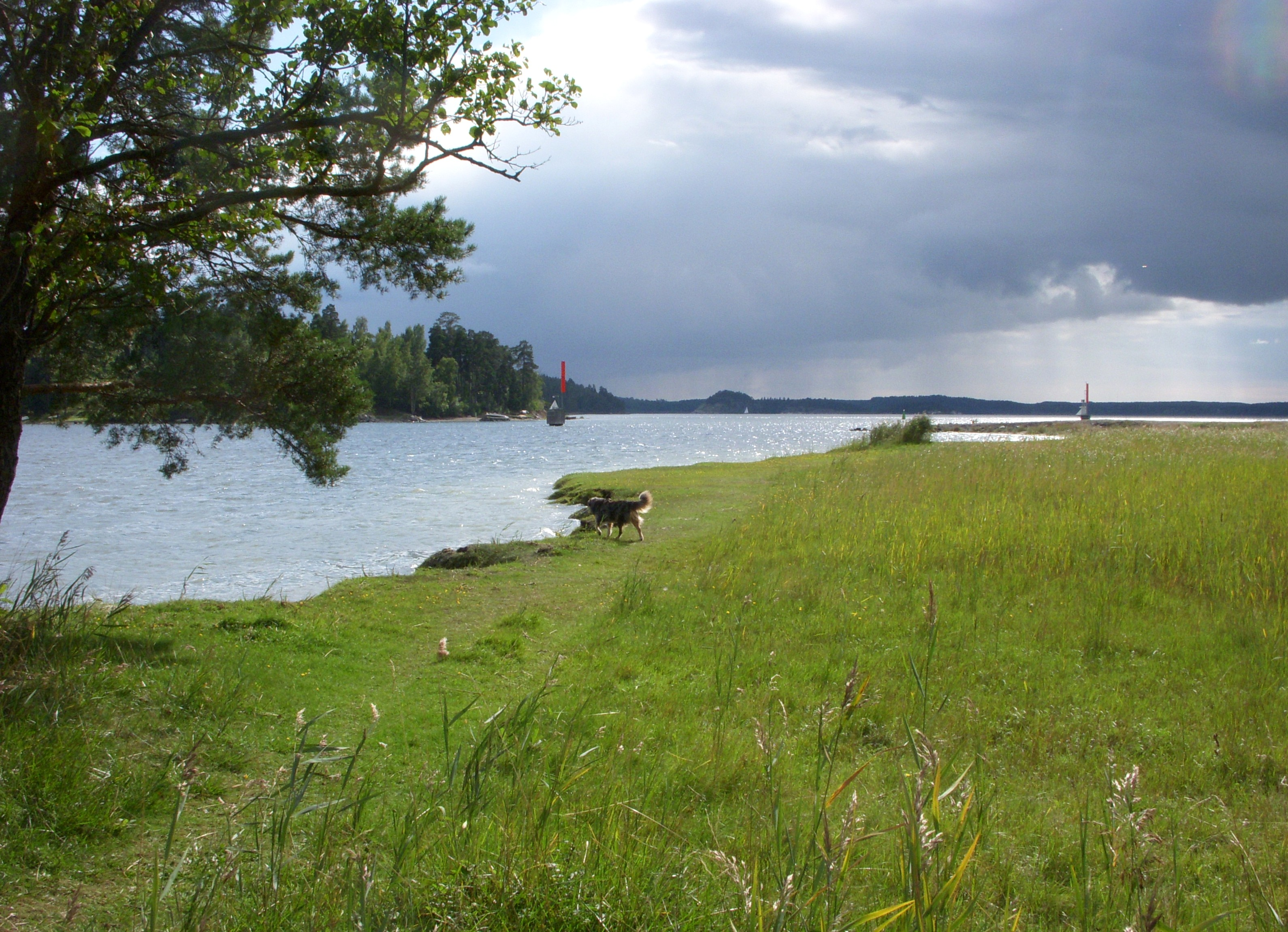
Sundet sett mot söder (Brandalsund)
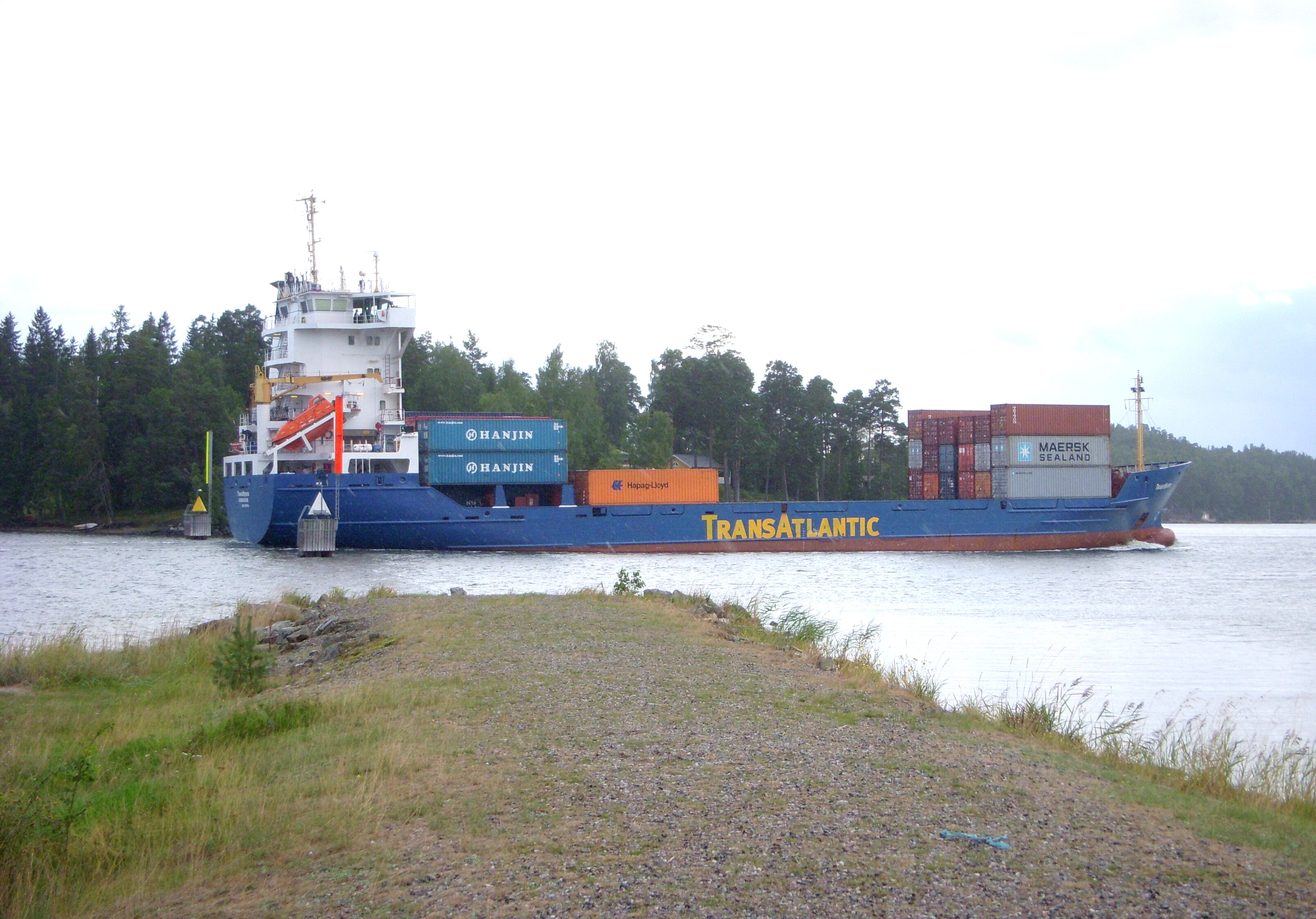
Ett containerfartyg passerar sundet
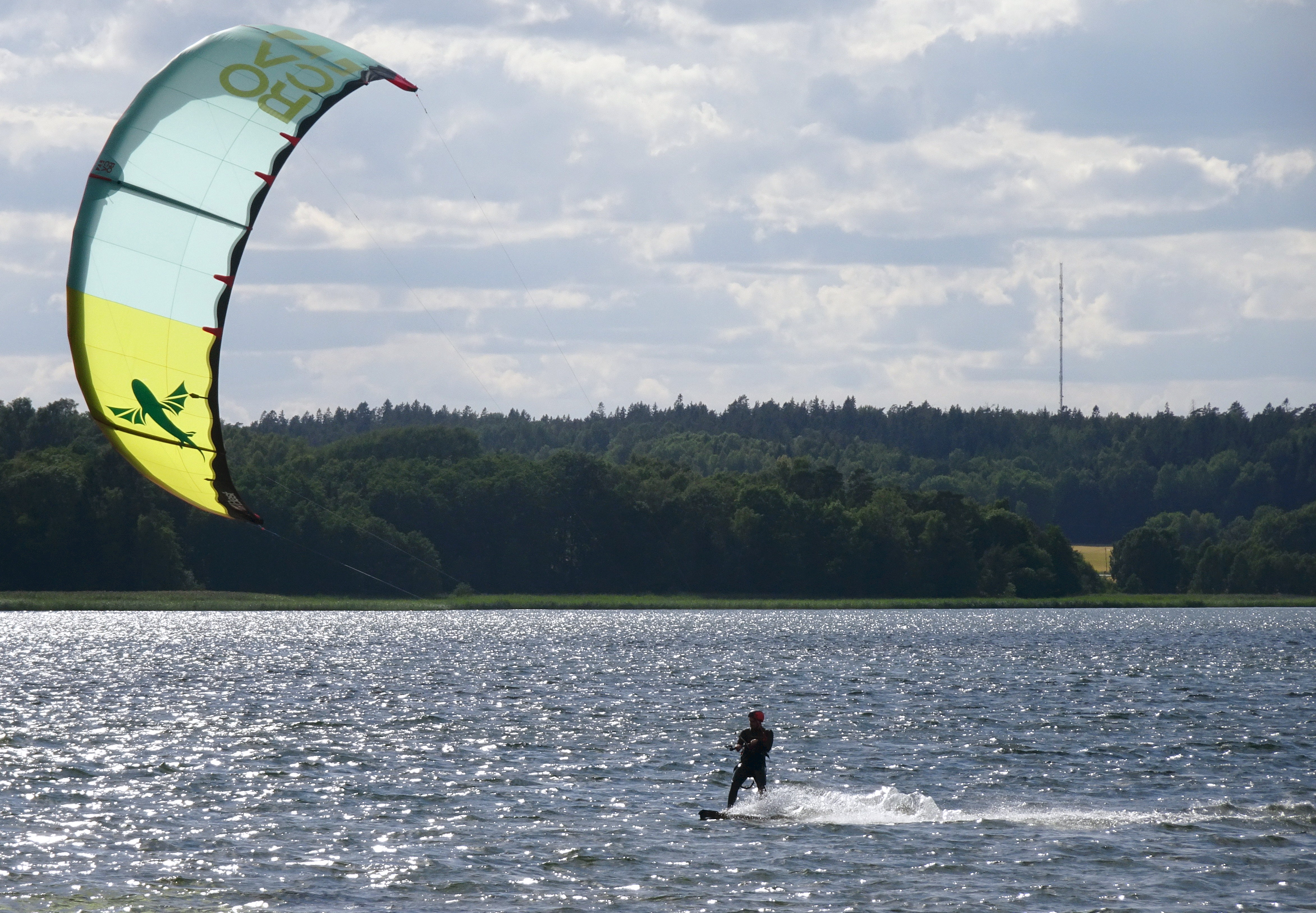
Draksurfing i sundet
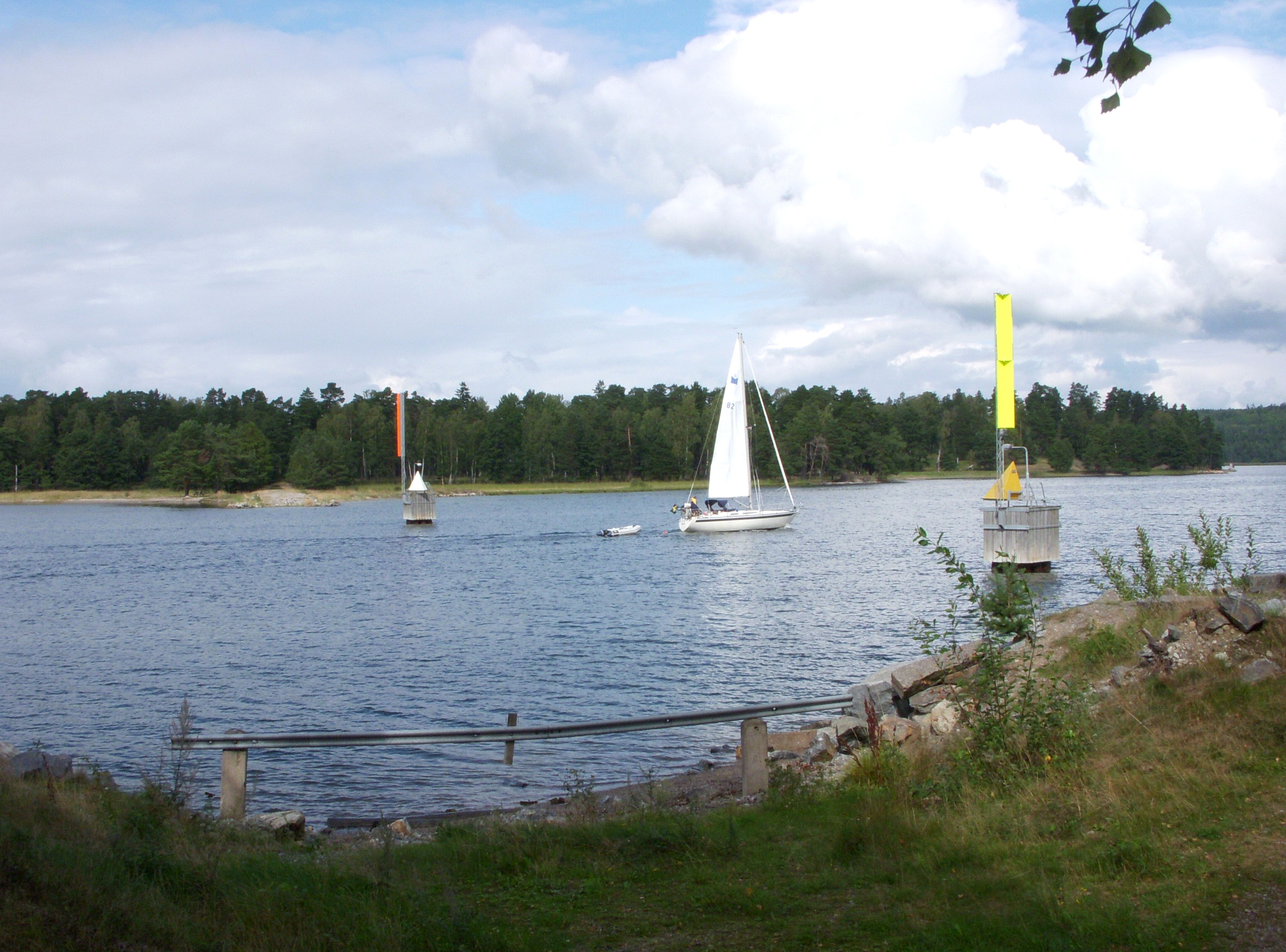
Sundet sett mot norr (från Getryggen)